# Куреце (Муреш)
Куреце (рум. Curețe) насеље је у Румунији у округу Муреш у општини Рачу. Oпштина се налази на надморској висини од 370 m.

## Становништво
Према подацима из 2002. године у насељу је живело 12 становника, од којих су сви румунске националности.